# 多賀谷治
多賀谷 治（たがや おさむ、1955年 - ）は、秋田県出身の登山家・山岳ガイド。
21歳のとき登山で富山県を訪れ、山の素晴らしさと人の温かさに触れてそのまま富山に住み着いた。
立山ガイド協会に所属し、立山連峰を中心に四季を通じてガイドをしている。また、文部科学省登山研修所の講師も長年務めている。
映画『劔岳 点の記』では撮影支援および支援計画の立案・山岳ガイドたちの統括などにあたった。